# Triorla trichinus
Triorla trichinus là một loài ruồi trong họ Asilidae. Triorla trichinus được Tomasovic miêu tả năm 2002. Loài này phân bố ở vùng Tân nhiệt đới.